# ヨンカーズトランスレーションアンドエンジニアリング
ヨンカーズトランスレーションアンドエンジニアリング株式会社（Jonckers Translation & Engineering）は、ベルギーに本社を置く、グローバルに展開するローカリゼーションプロバイダーの日本支社である。ローカリゼーション業務の対象は、ソフトウェア、マニュアル、ウェブ、eLearning, マルチメディアなど多岐にわたり、国際化と地域化に対応する翻訳、ローカリゼーションサービスを提供している。